# Per uno come me
Per uno come me è un singolo del gruppo musicale italiano Negramaro, pubblicato il 23 novembre 2018 come quarto estratto dal settimo album in studio Amore che torni.

## Video musicale
Il video è stato reso disponibile il 27 novembre 2018 attraverso il canale YouTube del gruppo.

## Classifiche
| Classifica (2017) | Posizione massima |
| ----------------- | ----------------- |
| Italia            | 76                |